# José Kléberson
José Kléberson Pereira (Uraí, Paraná, 19 de junio de 1979), conocido también como José Kléberson o  simplemente Kléberson, es un exfutbolista brasileño. Jugaba de mediocampista y su último club fue el Fort Lauderdale Strikers de la North American Soccer League. Fue internacional absoluto con la selección de Brasil entre el 2002 y el 2010, con la que jugó 32 encuentros y anotó dos goles; con el conjunto brasileño ganó la Copa Mundial de la FIFA 2002, la Copa América 2004 y la Copa FIFA Confederaciones 2009.
Actualmente es entrenador en la academia del New York City de la Major League Soccer.

## Trayectoria

### Como jugador

#### Atlético Paranaense
Comenzó su carrera como futbolista en el Atlético Paranaense. Aquí Kléberson ganó el Campeonato Paranaense en el 2000 y el 2001, y la Serie A de Brasil en 2001. Sus actuaciones en el club lograron que el entrenador de la selección brasileña, Luiz Felipe Scolari, llamara al jugador para ser parte del plantel que jugó la Copa Mundial de 2002 en Corea del Sur y Japón.

#### Manchester United
Luego del mundial, el jugador llamó el interés de muchos clubes europeos como el Barcelona, Newcastle United, Leeds United y Celtic. Aunque finalmente fichó por el Manchester United el 12 de agosto de 2003, el club pagó un traspaso de £6.5 millones. Kléberson se lesionó en su segundo encuentro con el club, y solo jugó 30 encuentros en dos temporadas en Mánchester. Anotó dos goles, ambos en victorias de local, uno al Balckburn Rovers y el otro al Everton.

##### Salida del Manchester United
Tras su salida del club, 15 años después, el jugador reveló que fichó por el Manchester ya que su compañero de selección, Ronaldinho, lo motivó a eso y que él también ficharía por los diablos rojos, aunque luego no lo hizo. 
Su paso por el club fue criticado por la prensa británica, el portal Goal en 2018 lo incluyó en su lista de los 15 peores fichajes del club. Y en 2015, el Daily Mail incluyó a Kléberson en la lista de los 10 peores fichajes del club bajo el mando de Alex Ferguson.

#### Beşiktaş
El 6 de agosto de 2005, Kléberson fichó por el Beşiktaş de Turquía por €2.95 millones, donde firmó un contrato por tres años.
El jugador brasileño terminó su contrato con el club unilateralmente, luego de reclamar que el equipo falló en pagar sus sueldos a tiempo.

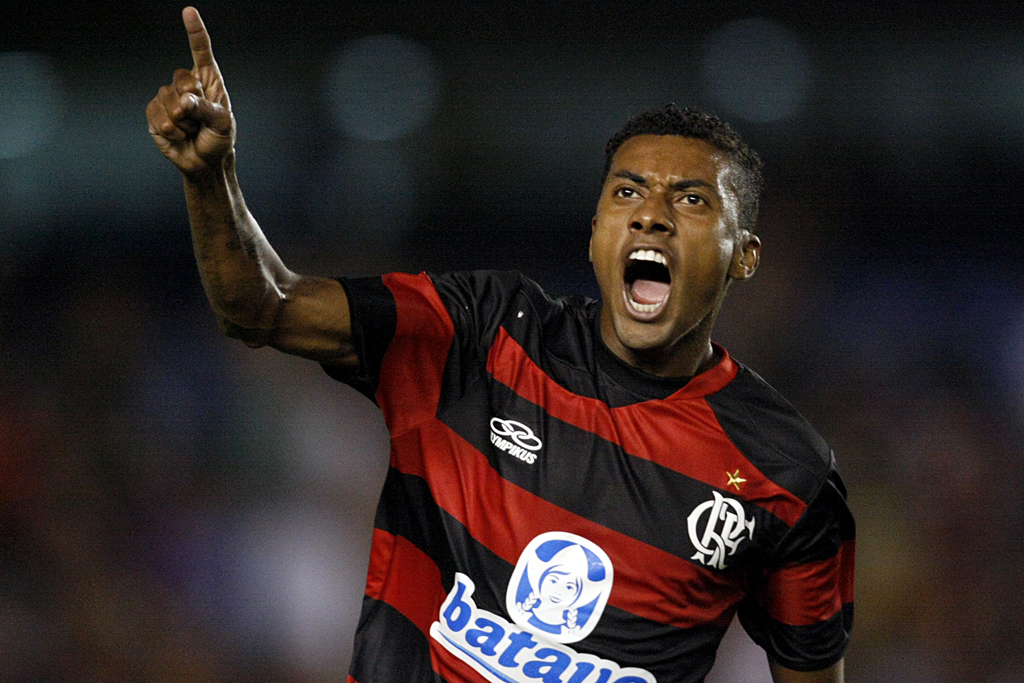
Kléberson en Flamengo, 2010

#### Flamengo
Kléberson fichó por Flamengo el 27 de septiembre de 2007 como agente libre, aunque no pudo jugar con el club hasta febrero de 2008, por problemas luego de su salida del Beşiktaş. El 10 de agosto de 2007, (aunque fue anunciado el 27 de agosto) la FIFA dio su resolución del caso, y decidió que Kléberson tendría que pagar €3.18 millones al Beşiktaş como compensación, y el club turco tendría que pagar US$461,112 como salario excepcional. Además, el jugador fue suspendido durante cuatro meses, regresando a la actividad el 27 de septiembre de 2007. Kléberson y el club luego acordaron rebajar la compensación de €3.18 millones a €1 millón.
Kléberson comenzó a jugar en el equipo reserva del Flamengo, en los encuentros del Campeonato Carioca. Escaló lentamente al primer equipo y finalmente jugó los encuentros de la Copa Libertadores del club. Ganó protagonismo en el club tras la salida de los jugadores Renato Augusto y Marcinho.
La temporada 2009 del jugador fue en blanco, debido a una lesión que sufrió el 12 de agosto en un encuentro amistoso con su selección ante Estonia, donde se dislocó un hombro. Kléberson se sometió a cirugía. Regresó a jugar el 22 de noviembre en el empate 0-0 ante el Goiás, luego jugó en la victoria por 2-1 sobre el Grêmio, año en que ganó la Serie A 2009, la segunda en su carrera.
En la pretemporada de 2010, el Palmeiras especuló la posibilidad de intercambiar al jugador por Vágner Love, pero el Flamengo rechazó la opción.

#### Bahia
Luego de jugar un año a préstamo en 2011 en el Atlético Parananense, donde el club descendió a la Serie B, en julio de 2012 Kléberson fichó por el Bahia por dos años. Anotó su primer gol para el club en su debut contra su anterior club, el Flamengo.

#### Philadelphia Union
Llegó al Philadelphia Union de la Major League Soccer el 25 de marzo de 2013.

#### Indy Eleven
El 25 de marzo de 2014, se reportó que Kléberson fichó por dos años en el Indy Eleven de la North American Soccer League (NASL). Kléberson fue liberado del club en diciembre de 2015.

#### Fort Lauderdale Strikers
Fichó por el Fort Lauderdale Strikers de la NASL el 4 de enero de 2016, donde se retiró al término de la temporada. 

## Selección nacional
Kléberson debutó con la selección de Brasil el 31 de enero de 2002 contra Bolivia en un amistoso, donde anotó un gol en la victoria por 6-0. Fue un recurrente en las nóminas del entrenador Luis Felipe Scolari, quien lo citó para ser parte del plantel que jugó la Copa Mundial de la FIFA 2002. Estuvo en la banca en los primeros cuatro encuentros de la competición, hasta que jugó contra Inglaterra el 21 de junio en los cuartos de final en que Brasil ganó por 2-1. Desde ese encuentro jugó el resto de la copa, incluso llegó a jugar la final contra Alemania, que Brasil ganó por 2-0, Kléberson fue el asistente en uno de los goles de Ronaldo; Brasil ganó la Copa Mundial por quinta vez.
Luego del Mundial, Kléberson mantuvo su lugar en el seleccionado, esta vez bajo la dirección de Carlos Alberto Parreria, incluso jugó la Copa FIFA Confederaciones 2003, donde Brasil quedó eliminado en la fase de grupos. Ya en el Manchester United, a pesar de que el jugador no era un titular del equipo, fue llamado para jugar la Copa América 2004, donde jugó cinco encuentros y Brasil ganó el torneo.
Luego de más de cuatro años sin ser nominado al seleccionado, el 28 de mayo de 2009 Dunga llamó al jugador para reemplazar a Anderson y jugar dos encuentros de las eliminatorias de Conmebol para la Copa Mundial de Fútbol de 2010 y jugar la Copa FIFA Confederaciones 2009. Luego de que Kléberson se recuperó de su cirugía en el hombro, fue llamado nuevamente el 9 de febrero de 2010 para un encuentro amistoso contra la República de Irlanda en Londres.
Fue seleccionado por Dunga para jugar la Copa Mundial de la FIFA 2010 en Sudáfrica, donde jugó el encuentro de octavos de final contra Chile.

### Participaciones en Copa América
| Copa América      | Sede | Resultado |
| ----------------- | ---- | --------- |
| Copa América 2004 | Perú | Campeón   |

### Participaciones enCopa Confederaciones
| Copa                      | Sede      | Resultado      |
| ------------------------- | --------- | -------------- |
| Copa Confederaciones 2003 | Francia   | Fase de grupos |
| Copa Confederaciones 2009 | Sudáfrica | Campeón        |

### Participaciones enCopas del Mundo
| Mundial              | Sede                  | Resultado        |
| -------------------- | --------------------- | ---------------- |
| Copa Mundial de 2002 | Corea del Sur y Japón | Campeón          |
| Copa Mundial de 2010 | Sudáfrica             | Cuartos de final |

## Clubes
| Club                           | País           | Año       |
| ------------------------------ | -------------- | --------- |
| Atlético Paranaense            | Brasil         | 1998-2003 |
| Manchester United              | Inglaterra     | 2003-2005 |
| Beşiktaş                       | Turquía        | 2005-2007 |
| Flamengo                       | Brasil         | 2007-2012 |
| → Atlético Paranaense (cedido) | Brasil         | 2011      |
| Bahia                          | Brasil         | 2012-2013 |
| → Philadelphia Union (cedido)  | Estados Unidos | 2013      |
| Indy Eleven                    | Estados Unidos | 2014-2015 |
| Fort Lauderdale Strikers       | Estados Unidos | 2016      |

## Palmarés

### Campeonatos nacionales
| Título           | Equipo              | País       | Año     |
| ---------------- | ------------------- | ---------- | ------- |
| Serie A          | Atlético Paranaense | Brasil     | 2001    |
| Community Shield | Manchester United   | Inglaterra | 2003    |
| FA Cup           | Manchester United   | Inglaterra | 2003-04 |
| Copa de Turquía  | Besiktas JK         | Turquía    | 2005-06 |
| Serie A          | Flamengo            | Brasil     | 2009    |

### Copas internacionales
| Título                    | Equipo              | Sede                  | Año  |
| ------------------------- | ------------------- | --------------------- | ---- |
| Copa Mundial de Fútbol    | Selección de Brasil | Corea del Sur y Japón | 2002 |
| Copa América              | Selección de Brasil | Perú                  | 2007 |
| Copa FIFA Confederaciones | Selección de Brasil | Sudáfrica             | 2008 |